# Православље у Босни и Херцеговини
Православље у Босни и Херцеговини је религијско-геополитички појам којим се означава историјско и савремено присуство хришћанског православља на просторима који улазе у оквире државних граница данашње Босне и Херцеговине. Према попису становништва из 2013. године, на подручју Босне и Херцеговине живи 1.085.760 припадника православне вероисповести, што чини 30,75%% у односу на укупан број становника те државе. Велику већину православаца у Босни и Херцеговини чине православни Срби, а целокупно подручје те државе у канонском смислу потпада под надлежност Српске православне цркве.
Православље је најбројнија хришћанска вероисповест на подручју Босне и Херцеговине, а међу свим вероисповестима је друга по бројности, иза сунитског ислама. Највише православаца живи у Републици Српској. Према резултатима пописа из 2013. године, православни хришћани чине чак 82,8% становништва у том ентитету.
Историја православног хришћанства на просторима данашње Босне и Херцеговине дели се на неколико периода, од којих сваки има своја посебна обележја.

## Историја
Старија прошлост православног, односно правоверног хришћанства на просторима данашње Босне и Херцеговине започиње у првим вековима хришћанске историје, за време позног периода римске власти, када је дошло до успостављања првих црквених центара на том простору. У то време, током позног античког и на самом почетку раног средњовековног периода, на територији данашње БИХ укрштала су се два литургијска (обредна) утицаја: латински - који је долазио из црквених центара у приморским областима Далмације, и грчки (односно византијски) - који је долазио из црквених центара на истоку.
Након досељавања Словена (Срба и Хрвата), отпочео је процес њихове христијанизације, који је спроведен у периоду од 7. до 9. века. У литургијску употребу је потом уведен и словенски обред, који су у међу Јужне Словене донели ученици Ћирила и Методија. У то време, грчки утицај је оствариван преко западних митрополија Цариградске патријаршије (првенствено Солунске и Драчке), док је утицај Римске цркве оствариван преко далматинских епископија.
Почевши од 1018. године, када је установљена Охридска архиепископија, њена јурисдикција је према западу обухватала и стару Рашку епархију, која се простирала све до доњег Полимља и горњег Подриња. Након Великог раскола (1054), на ширем простору данашње БИХ долази до супарништва између западног (католичког) и источног (православног) хришћанства, а такође се јавља и богумилски покрет, који је стекао упориште у средишњим областима Босне.
Стварањем аутокефалне Српске православне цркве (1219), поједине источне и јужне области које данас улазе у састав модерне БИХ, потпале су под епархијску надлежност западних српских православних епископија, тако да је Хумска епархија обухватала области Хумске Земље и Травуније (данашња Херцеговина), док Дабарска епархија поред својих матичних области у доњем Полимљу обухватала и горње Подриње (у данашњој БИХ).
Те области су током највећег дела 13. и 14. века биле у саставу Краљевине Србије, односно Српског царства, с тим што је Захумље током 1320-тих година освојио босански бан Стефан II Котроманић, прикључивши га тадашњој Босанској бановини у којој се водила борба између богумилства (Црква босанска) и римокатолицизма, док је утицај православља почео да јача након крунисања Стефана Твртка I за краља Срба и Босне (1377). Велики значај је имало и потоње проглашење Стефана Вукчића Косаче за херцега од Светог Саве (1448).
Након османског освајања Краљевине Босне (1463) и Војводства Светог Саве (1482) дошло је до знатних промена у конфесионалној структури многих области које данас улазе у састав Босне и Херцеговине. Током раног периода османске власти (15. и 16. век) започет је процес исламизације, који је био посебно изражен у градским срединама.
У самом Сарајеву, православни свештеник је био присутан већ 1489. године, а стара православна црква у том граду изграђена је у периоду од 1520. до 1539. године. Пре 1532. године, православни хришћани су добили свог владику за подручје централне Босне, а поред њега су постојали и православне владике у епархијама херцеговачкој и зворничкој.
Османска власт је толерисала православну цркву, првенствено из политичких разлога, али је у исто време вршила и строги надзор над радом православних владика, чија је јавна делатност била условљена добијањем званичне потврде у виду султановог берата.
Нестанком богумилства и потискивањем римокатолицизма, ислам и православље постају доминантне вероисповести на тим просторима. Обнављањем Српске патријаршије (1557), створени су знатно повољнији услови за очување српског православља. Током раздобља османске власти, три српске православне епархије (дабробосанска, херцеговачка и зворничка) покривале су целокупно подручје пространог Босанског пашалука.
Током целокупног раздобља турске власти, православне епархије и манастири били су главни центри српске писмености и културе. Након укидања Пећке патријаршије (1766), када у српске епархије долазе владике фанариоти, наступа период културног опадања.
Средином 19. века на подручјима Босне и Херцеговине било је више од 400 православних свештеника. Након аустроугарске окупације Босне и Херцеговине (1878) долази до склапања црквене конвенције са Цариградском патријаршијом (1880), након чега на епископске положаје поново долазе Срби, а у епархијама се изграђује унутрашња црквено-школска аутономија.
За време Првог светског рата (1914-1918), аустроугарске власти су спроводиле терор над српским православним народом и свештенством на целокупном подручју Босне и Херцеговине.
Након формирања Краљевине СХС (Југославије) у јесен 1918. године, извршено је уједињење свих православних црквених покрајина и епархија на територији новостворене државе (1920), чиме је успостављено канонско јединство Српске православне цркве. Током наредних година, у неколико наврата су вршене арондације појединих епархија.
За време Другог светског рата (1941-1945), усташке власти су у склопу геноцида који је почињен над српским народом и на целокупном подручју БИХ, погубиле велики број православних свештеника, док је у исто време разорен и похаран значајан број православних цркава.
У периоду комунистичке власти (1945-1990), православље је било потискивано из јавног живота, а српско свештенство се налазило под строгим надзором државних власти.
За време Рата у Босни и Херцеговини (1992-1995), на многим подручјима која су била захваћена борбеним дејствима пострадале су и православне цркве.

## Српска православна црква у Босни и Херцеговини
Српска православна црква у Босни и Херцеговини је била органски дио Српске православне цркве.
Сачињавале су је Митрополија дабробосанска и епархије Бањалучка, Бихаћко-петровачка, Захумско-херцеговачка и приморска и Зворничко-тузланска.

### Епископски савјет
Епископи епархија Дабробосанске, Бањалучке, Бихаћко-петровачке, Захумско-херцеговачке и приморске и Зворничко-тузланске сачињавали су Епископски савјет Српске православне цркве у Босни и Херцеговини под предсједништвом митрополита дабробосанског.
Епископски савјет је расправљао о враћању имовине Српске православне цркве у Федерацији Босне и Херцеговине, посебно зграде Богословије у Сарајеву, пензијском и здравственом осигурању свештеника и других лица на служби у Српској православној цркви у Републици Српској, вјеронауци у основним и средњим школама, те положају свештеника вјероучитеља.
Одлуком Светог архијерејског сабора од маја 2021. укинути су епископски савјети у разним црквеним областима.

### Катихетски одбор
Епископски савјет Српске православне цркве у Босни и Херцеговини је 2001. године донио одлуку о оснивању Катихетског одбора који је дужан да брине о програму и уџбеницима за вјеронауку, као и о полагању стручних испита за вјероучитеље. На челу Катихетског одбора (КО) налазио се један од чланова Епископског савјета.
Комисије Катихетског одбора су: Комисија за израду Наставног плана и програма Православне вјеронауке у основним школама, Комисија за припрему Наставног плана и програма за православне гимназије, Комисија за стручно усавршавање вјероучитеља и за такмичење ученика из предмета Православна вјеронаука, Комисија за Наставни план и програм Православне вјеронауке за средње школе и Комисија за администрацију интернет презентације Катихетског одбора.

### Савремено стање
Територију Босне и Херцеговине покрива пет епархија Српске православне цркве, а то су:
- Митрополија дабробосанска, на челу са митрополитом Хризостомом Јевићем, од 2017. године.[31]
- Епархија захумско-херцеговачка и приморска, на челу са епископом Димитријем Рађеновићем од 2018. године.
- Епархија зворничко-тузланска, на челу са епископом Фотијем Сладојевићем, од 2017. године.[31]
- Епархија бањалучка, на челу са епископом Јефремом Милутиновићем, од 1980. године.
- Епархија бихаћко-петровачка, на челу са епископом Сергијем Карановићем од 2017. године.[31]

Епископски савет Српске православне цркве у Босни и Херцеговини (2006-2021) чино је свих пет архијереја, а саветом је по положају председавао митрополит дабробосански.

### Важнији православни храмови
- Саборна црква у Сарајеву
- Саборна црква у Бањој Луци
- Саборна црква у Зворнику
- Саборна црква у Мостару
- Саборна црква у Босанском Петровцу
- Стара православна црква (Сарајево)